# 3-я Поперечная улица (Сестрорецк)
3-я Попере́чная у́лица — улица в городе Сестрорецке Курортного района Санкт-Петербурга. Проходит от Приморского шосе до 4-й Тарховской улицы (фактически до пляжа «Белая Гора»).
Название известно с 1900 года. Дано по положению улицы среди других дорог Разлива. Рядом также существуют 1-я Поперечная и 2-я Поперечная улицы.
Первоначально шла от улицы Мосина до 4-й Тарховской улицы. 20 июля 2010 года ее продлили до Приморского шоссе (на плане Сестрорецка начала XX века этот отрезок был обозначен как дорога к морю). Тогда же был упразднен исчезнувший участок от 4-й Тарховской до 5-й Тарховской улицы. Участок между Малой Ленинградской улицей и улицей Мосина отсутствует из-за расположенной там Сестрорецкой железнодорожной линии.

## Перекрёстки
- Приморское шоссе
- Гагаринская улица
- Тарховский проспект
- 2-я Тарховская улица
- 3-я Тарховская улица / Советский проспект